# Blake Reynolds
Blake Reynolds (Jackson (Misuri), 30 de octubre de 1996) es un jugador de baloncesto estadounidense que pertenece a la plantilla del BC CSU Sibiu de la Liga Națională (baloncesto). Con 2,01 metros de estatura, juega en la posición de ala-pívot.

## Trayectoria deportiva
Es un ala-pívot natural de Jackson (Misuri) formado en la Universidad Yale, situada en New Haven, Connecticut con el que jugaría durante cuatro temporadas en la NCAA con Yale Bulldogs.
Tras no ser elegido en el Draft de la NBA de 2019, dio el salto a Europa para debutar como profesional en las filas del Chernomorets Burgas de la Liga de Baloncesto de Bulgaria, con el que promedia 17.47 puntos en 17 partidos disputados.
El 28 de junio de 2020, firmó con Stelmet Zielona Gora para disputar la Polska Liga Koszykówki y la VTB League.
El 21 de febrero de 2021, firma por el BC CSU Sibiu de la Liga Națională (baloncesto).